# 王灝 (正統舉人)
王灝（15世紀—15世紀），字清宇，江西建昌府新城縣西坊人，明朝政治人物。

## 生平
王灝是正統九年（1444年）的應天鄉試舉人，十年（1445年）會試中副榜，授雩都教諭，因母親逝世未任回鄉，服闋後補任福建懷安教諭，嚴謹教育士子，才傑興起，吏部尚書王翺知道他的才幹，特別薦陞為河間教授，不久他得知父親逝世，因此哀毁成疾，在任內去世，其時他的父親年滿九十，人們都十分惋惜。

## 引用
1. 1 2  同治［江西］《新城縣志·卷十·人物志》：王灝，字清宇，西坊人，益子，天性純孝，周旋親側，殊無進取，意父命就試，舉鄉薦高等，會試中乙榜當領教職，陳情乞便養，授鄰邑雩都教諭，丁母憂服闋補福建懷安，思親不置，所至師道端嚴、才傑興起，冢宰王翺知其學行，特薦陞河間府教授以淑其鄉 翺鹽山人 ，已而聞父喪，哀毁成疾，遂卒於官，時父年已九十，人以愛日無窮哀惜之。
2. ↑  同治［江西］《新城縣志》·卷八·選舉志：鄉舉……明……正統九年甲子科……王灝 河間教諭，有傳